# Делаборд, Жан Жозеф
Жан-Жозе́ф Делабо́рд, или де Лабо́р (фр. Jean-Joseph de Laborde; родился 29 января 1724 года, Хака, Хасетания, Испания — казнён 18 апреля 1794 года, Париж, Франция) — крупный финансист, политик и меценат. По происхождению — французский баск. В 1794 году стал одной из многочисленных жертв якобинского террора.

## Биография
Жан-Жозеф де Лаборд появился на свет в Арагоне, в городе Хака (Jaca). Отец Жана-Жозефа вёл кочевую жизнь, иногда подрабатывая контрабандой шерсти из Испании во Францию. Происходил же он из знатной баскской семьи провинции Лабурдан, в Северной Стране басков. Т. о., Жан Жозеф Делаборд был французским баском - и вся его необыкновенная жизнь переплелась с трагической судьбой Франции. 
Ещё в 10-летнем возрасте Жан-Жозеф стал участвовать в работе экспорт-импортной компании портового города Сен-Жан-де-Люз, которую возглавлял его дядя. После смерти дяди и двоюродного брата, Жан-Жозеф де Лаборд стал в 1748 г. главой «la Compagnie des Indes». С её помощью, участвуя в трансатлантической торговле с островами Антилии (Вест-Индии), он к 1755 году создал себе громадное состояние. Морской волк сделался придворным банкиром, он пользовался заслуженным доверием герцога Шуазёля, считаясь его другом. 
После падения Шуазёля, Делаборд на время удалился от двора. Но когда во время Американской войны за независимость французскому правительству потребовались средства для отправления экспедиции в Америку, - Делаборд смело предоставил на эту цель 12 миллионов ливров. В 1784 г. Делаборду за его заслуги перед Короной дарован был титул маркиза. Что позволило ему стать обладателем нескольких поместий и приобрести замок Мервилль (Méréville), который он основательно реконструировал.
Несмотря на то, что Делаборд всё своё богатство, как сообщают источники, тратил исключительно на постройку великолепных сооружений, покровительство искусству и благотворительность, а с началом революции был в числе немногих депутатов Генеральных Штатов, добровольно признавших свой переход в «третье сословие», - он погиб во время массового террора, будучи казнённым на гильотине. Его останки были захоронены на парижском кладбище Пикпюс. За два года до этого Делаборд лишился своей огромной коллекции картин.

## Потомство
Его сын Александр (1774 — 1842) бежал в начале революции в Вену. В отмщение за отца он сражался в рядах австрийских войск против тоталитарной республики. С 1822 года несколько раз был депутатом Парижа; принимал деятельное участие в Июльской революции, был сенским префектом. Известен также как археолог.
Сын Александра, Леон (1807—1869), после Июльской революции был адъютантом Лафайета, позже — хранителем отделения скульптур в Лувре, главным директором государственного архива и сенатором.